# Daedaleopsis confragosa
Daedaleopsis confragosa (James Bolton, 1791 ex Joseph Schröter, 1888), sin. Trametes confragosa (James Bolton, 1791 ex Gottlob Ludwig Rabenhorst, 1844), din încrengătura Basidiomycota în familia Polyporaceae și de genul Daedaleopsis, denumită în popor cuibușor de iască sau văcălie, este o specie comună de ciuperci necomestibile, saprofite și parazitare care descompun lemnul mort de cioate și trunchiuri, apărând și pe lemn viu, contribuind la descompunerea ligninei și provocând un putregai alb puternic. Ciupercile se dezvoltă în România, Basarabia și Bucovina de Nord în grupuri de multe exemplare, dispuse în rozetă sau suprapuse, adesea concrescute la bază, preponderent într-un mediu de umiditate mare, preferat pe lângă ape curgătoare. Apare pe lemn bogat în azot în primul rând de salcie(50%) și [[arin, dar, de asemenea, prin păduri revene de foioase pe cel de alun, carpen, mesteacăn]] sau sorb păsăresc. Fructifică din septembrie până la primul ger, dar bureții pot fi găsiți de la câmpie la munte în orice anotimp al anului, trăind însă doar câte un sezon.

## Taxonomie

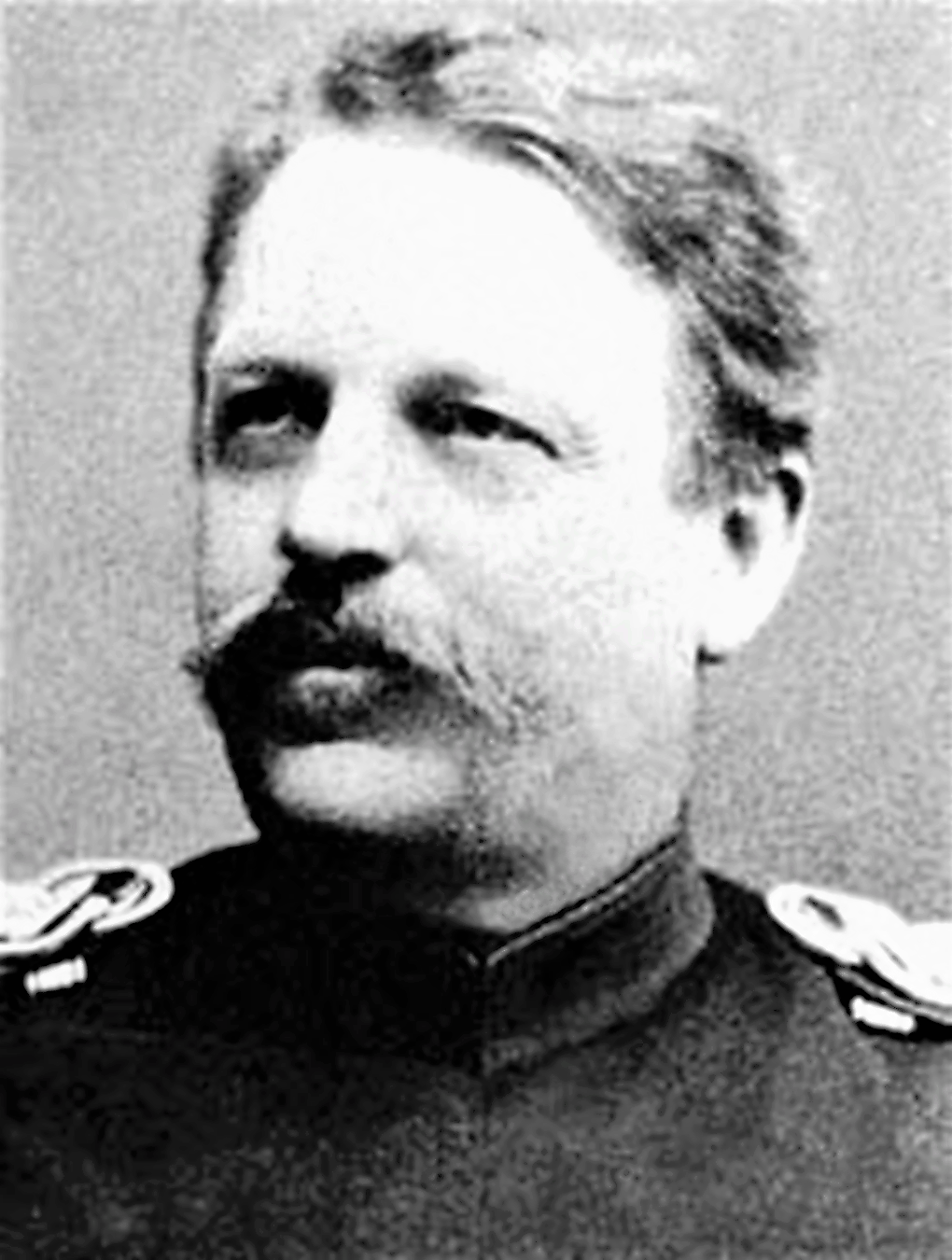
J. Schröter

Numele binomial Agaricus peronatus a fost determinat de savantul englez James Bolton în volumul 4 al operei sale  An History of Fungusses growing about Halifax din 1791.
În 1844, farmacistul și botanistul german Gottlob Ludwig Rabenhorst (1806-1881) a transferat specia la genul Trametes sub păstrarea epitetului, o denumire pentru timp lung acceptată drept nume valabil care se tot mai găsește în cărți micologice.
Medicul militar și omul de știință german Joseph Schröter (1837-1894) a redenumit specia în Daedaleopsis confragosa, de verificat în volumul 3 al Kryptogamen-Flora von Schlesien din 1888, alăturând-o genului nou Daedaleopsis, creat de el simultan. Este numele curent valabil (2021).
Toate celelalte încercări de redenumire precum variațiile descrise (vezi infocaseta) sunt acceptate sinonim.
Epitetul este derivat din cuvântul latin (latină confragosus=aspru, cu gropi, fărâmițat, neregulat, neșlefuit, sfărâmicios), datorită aspectului general.

## Descriere

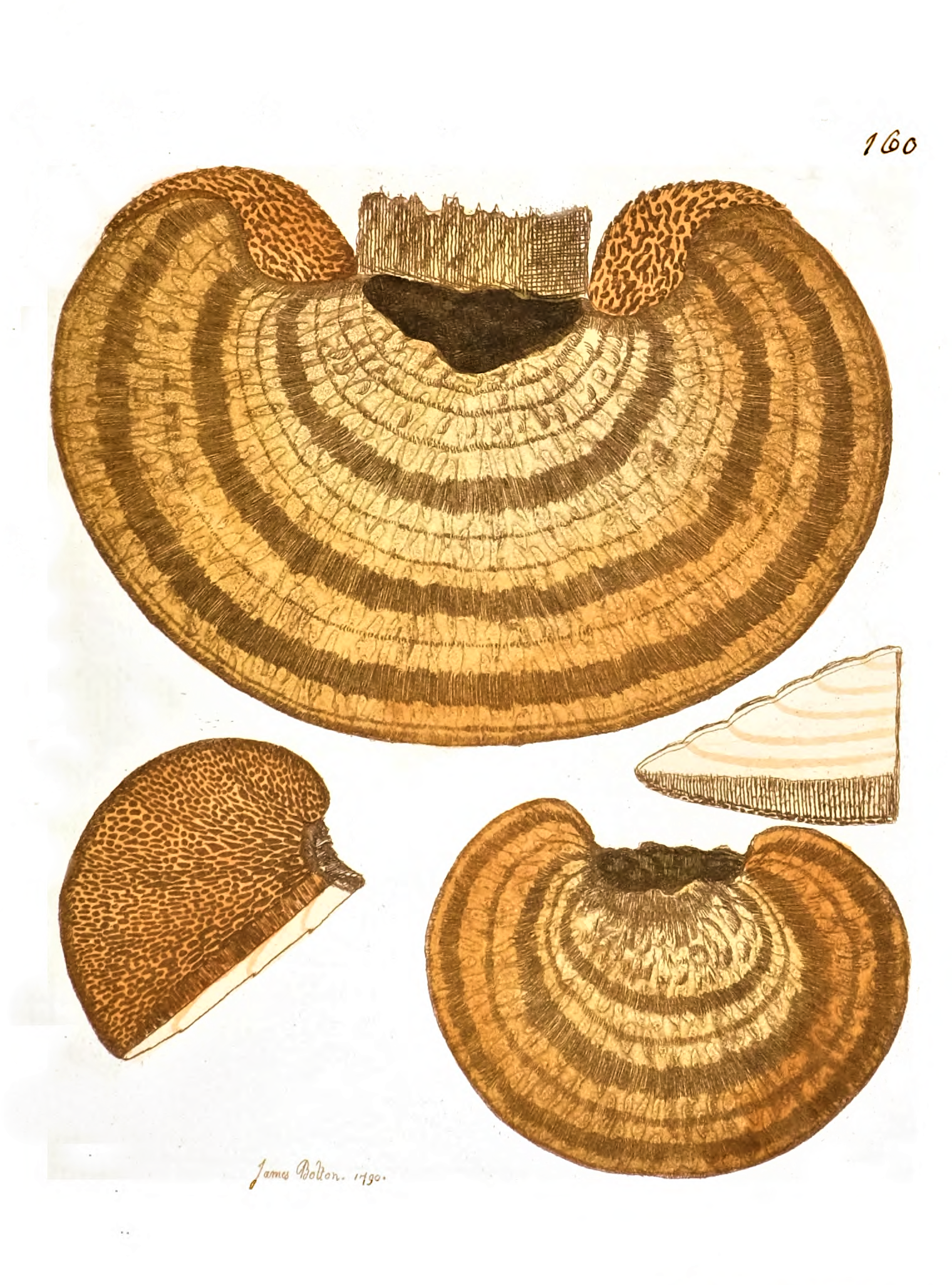
Bolton: Boletus confragosus

- Pălăria: în formă de evantai până la semicircular cu o lățime de 5-12 (15) cm și o înălțime de 1-3 (4) cm  care poate presta până la 8 cm de substrat, este destul de subțire, scorțoasă, dar pielos-elastică în tinerețe, pe suprafața superioară plană până ușor bombată, radial rugoasă și cu gropi superficiale, prezentând o serie de zone concentrice diferit colorate. Coloritul, la început albicios cu nuanțe gri, schimbă cu timpul în ocru-roșiatic, maroniu până vinaceu, devenind la bătrânețe brun-negricios. Zonele nou dezvoltate la margine sunt albe.
- Tuburile: albicioase până deschis maronii sunt mai degrabă înguste spre sus, mai late precum de forme diferite spre pori și destul de scurte, nedepășind 1,5 cm. Ele sunt concrescute cu carnea pălăriei.
- Porii: sunt alungiți, cu formă și dimensiuni variabile, având un diametru de 0,5-1,5 mm. Gama de variație se extinde de la complet poros la poros-labirintic până la aproape lamelar, fiind orientați radial sau concentric. Coloritul corespunde celui al tuburilor, căpătând nuanțe roșcate până la rozii prin apăsare în stadiu mai tânăr.
- Piciorul: este absent, corpul de fructificație fiind atașat direct de substrat.
- Carnea: este foarte puțină cantitativ, pieloasă, tare și scorțoasă. Are la început un miros de ciuperci  care dispară cu timpul și un gust inițial blând, plăcut amărui care devine mai târziu destul de acru. Este dăunată de adulții unor specii de coleoptere (din familia Ciidae) de asemenea, de larve și adulți ale unor specii de diptere (Chloropidae, Ditomyiidae, Fanniidae, Cecidomyiidae, Mycetophilidae, Platypezidae, Pediciidae).[4][5][6]
- Caracteristici microscopice are spori cilindrici destul de lungi și slab curbați, cu pereți netezi, ne-pigmentați și subțiri (uneori dubli), neamiloizi (nu se decolorează cu reactivi de iod) ne-cianofili și hialini (translucizi) cu o mărime de 7-11 x 2-3 microni. Pulberea lor este albă. Basidiile cu 2-4 sterigme fiecare au cârlige, variază între cilindric și clavat, și măsoară 20-40 x 3-5 microni. Nu prezintă cistide (elemente sterile situate în stratul himenal sau printre celulele din pielița pălăriei și a piciorului, probabil cu rol de excreție).[11][12]

Himeniul prezintă numeroase hife terminale modificate, care măsoară 2-3 μm. Sistemul hifal al ciupercii este trimitic, ceea ce înseamnă că există trei tipuri de hife în corpul fructifer: hife scheletice care oferă suportul structural cu pereți groși, și o lățime de 3-7 μm; hife generative cu pereți subțiri sau groși, adesea cu cleme, responsabile pentru o nouă creștere, măsurând 2-6 μm; hife de legătură, cu pereți groși și foarte ramificate de 2-5 μm.
- Reacții chimice nu sunt cunoscute.[4][5][6]

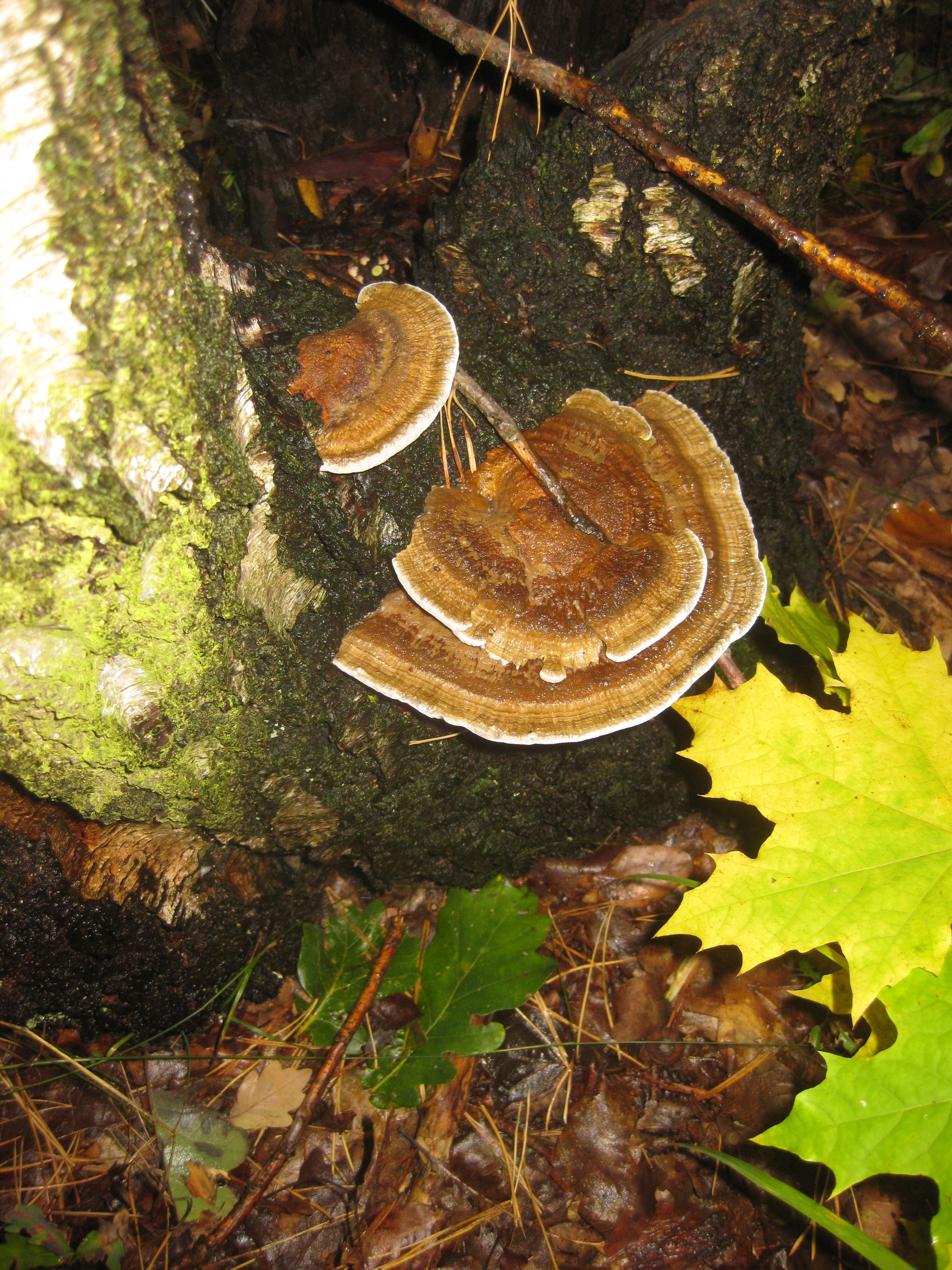
D. confragosa matură, suprafața
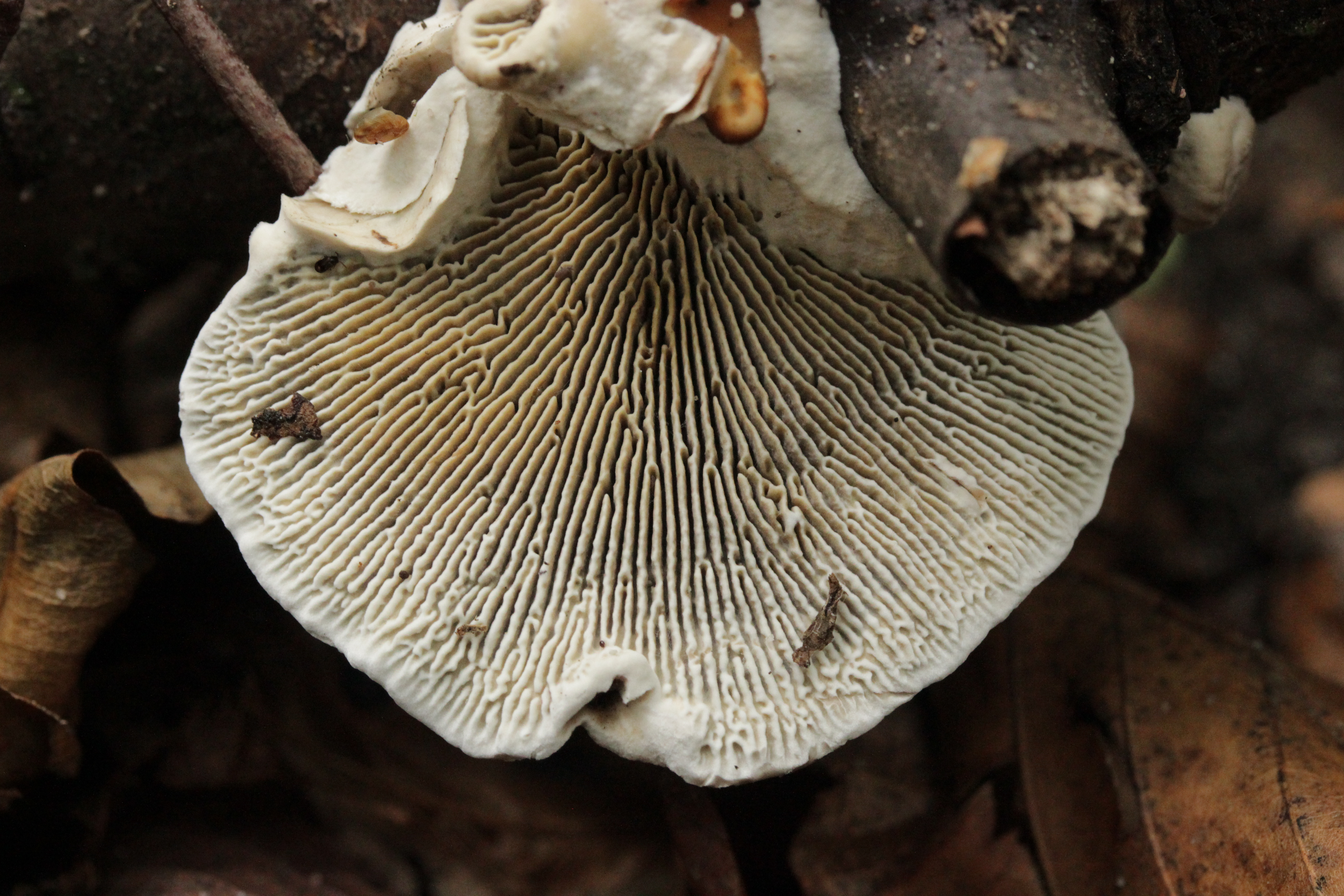
D. confragosa pe dedesubt
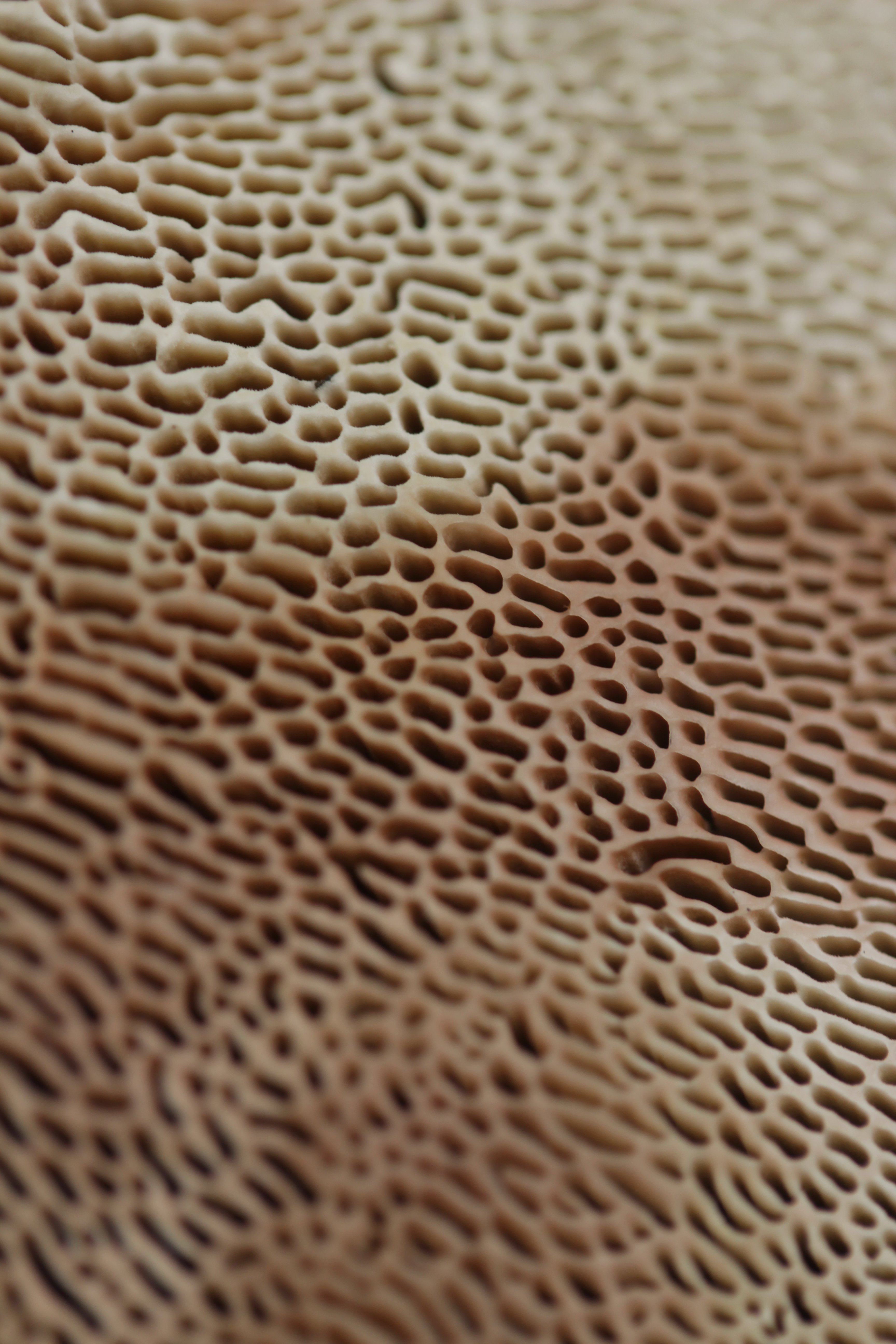
D. confragosa, pori din apropiere
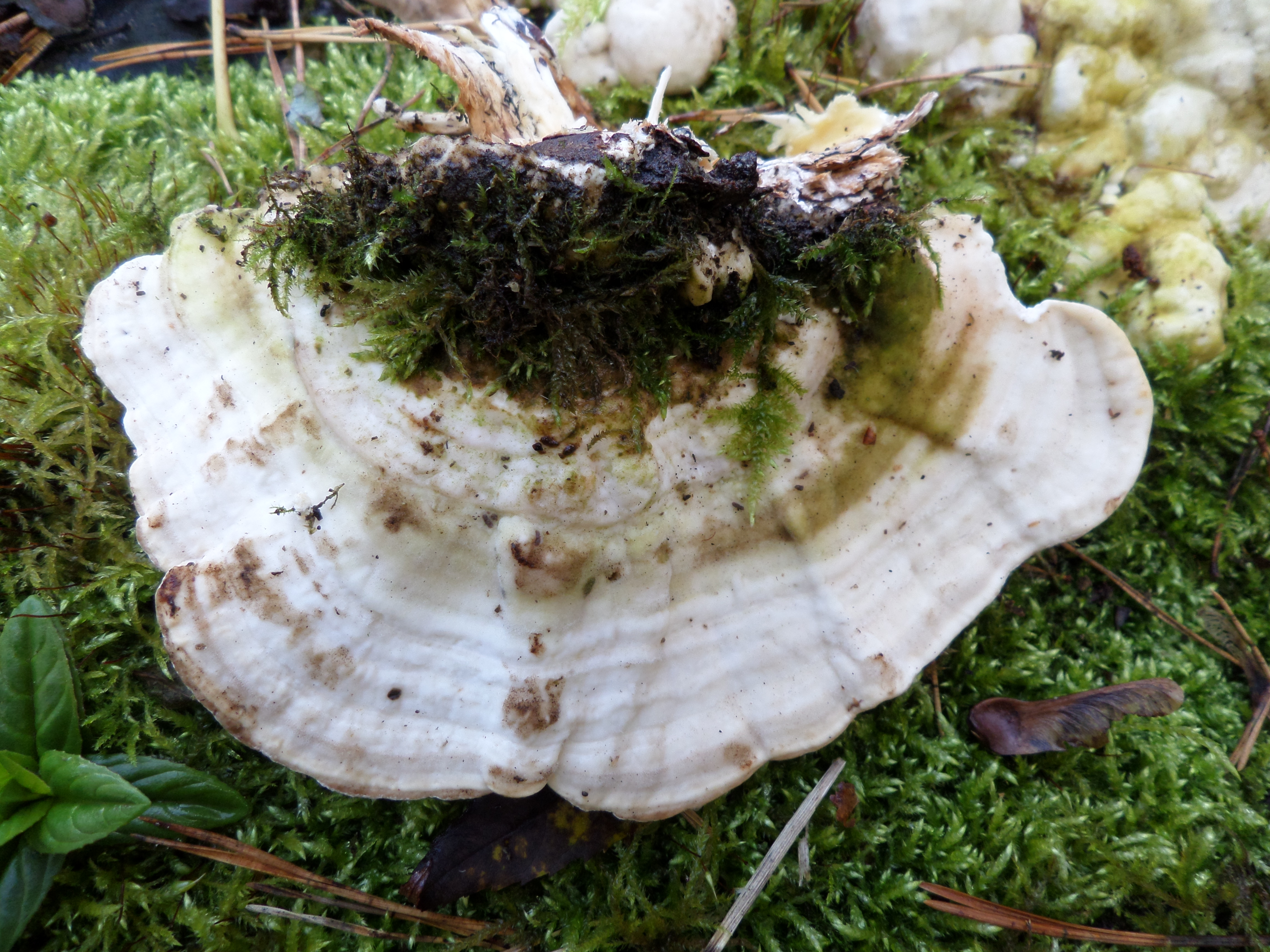
D. confragosa mai tânăr
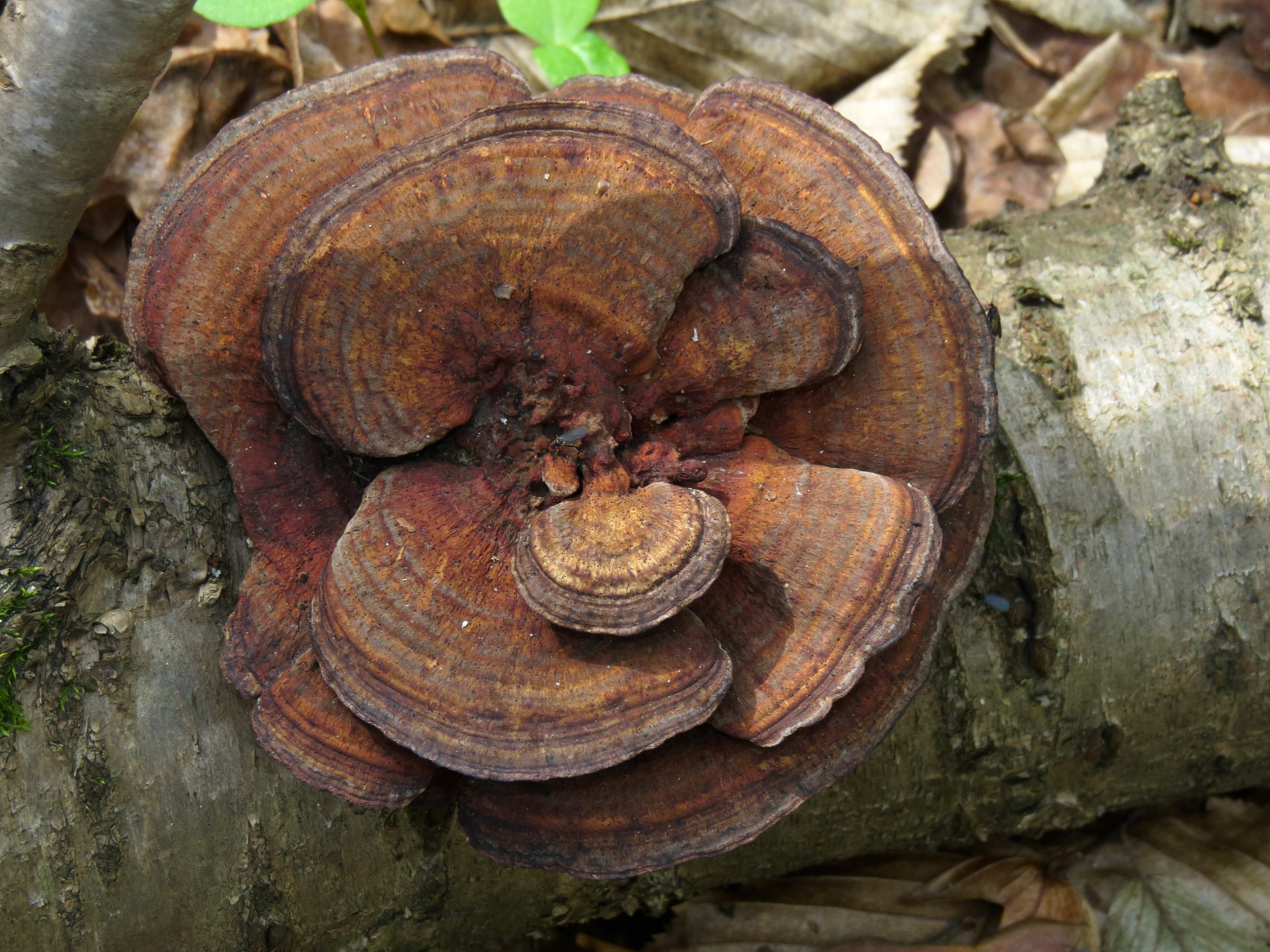
D. confragosa bătrână
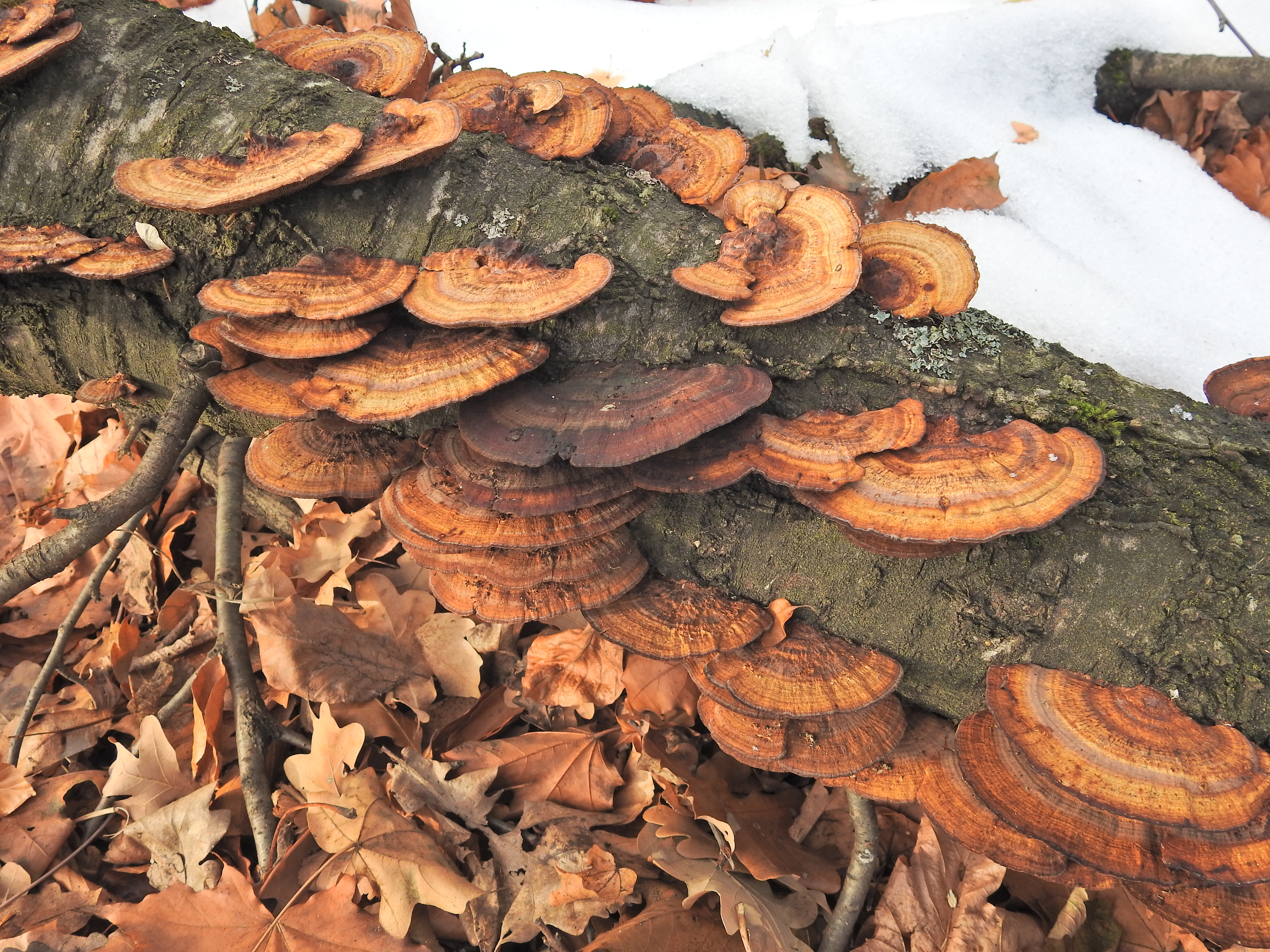
D. confragosa în mase

## Confuzii
Cuibușorul de iască poate fi confundat cu alte specii saprofite și în majoritate necomestibile, ca de exemplu cu Bjerkandera adusta, Cerrena unicolor sin. Daedalea unicolor, Coriolopsis gallica sin. Trametes extenuata, Daedalea quercina sin. Trametes quercina, Laetiporus sulphureus mai în vârstă, Stereum hirsutum, Stereum subtomentosum, Trametes cervina sin. Trametopsis cervina, Trametes cingulata, Trametes gibbosa, Trametes hirsuta, Trametes ochracea sin. Trametes zonata, Trametes pubescens, Trametes suaveolens, Trametes versicolor și Trichaptum biforme, dar de asemenea cu exemplare tinere ale voluminosului Ganoderma applanatum.

## Specii asemănătoare în imagini

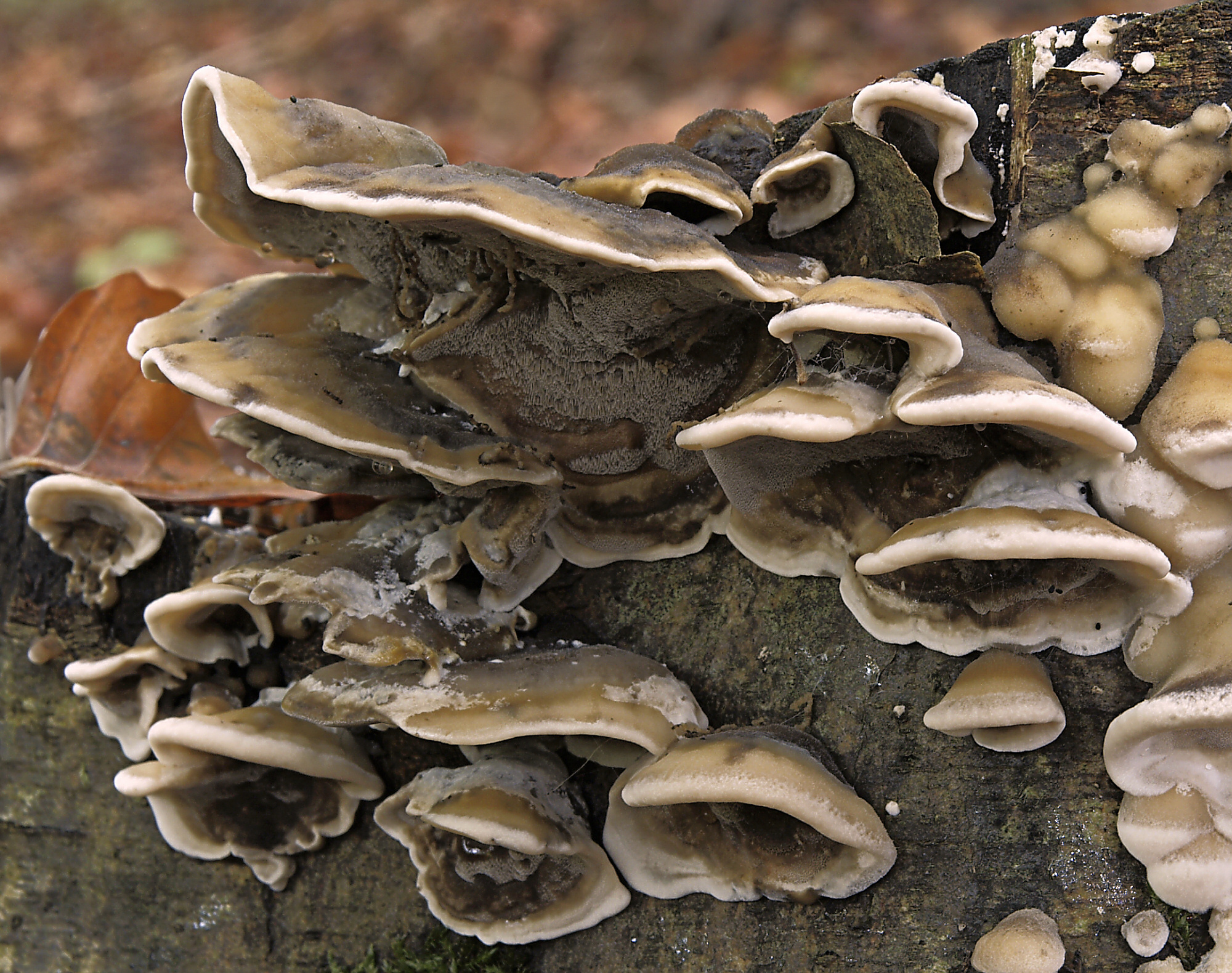
Bjerkandera adusta
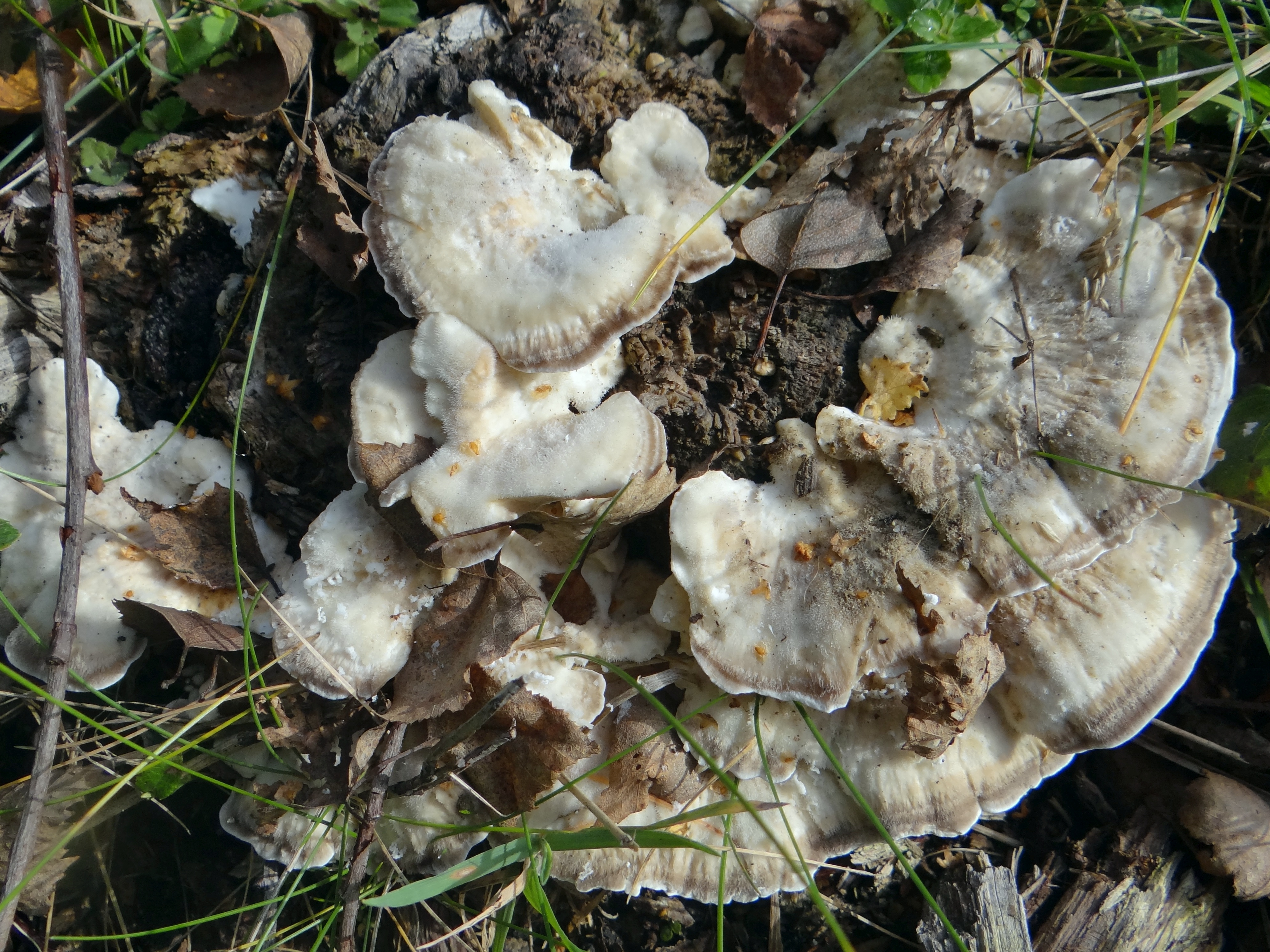
Cerrena unicolor sin. Daedalea unicolor
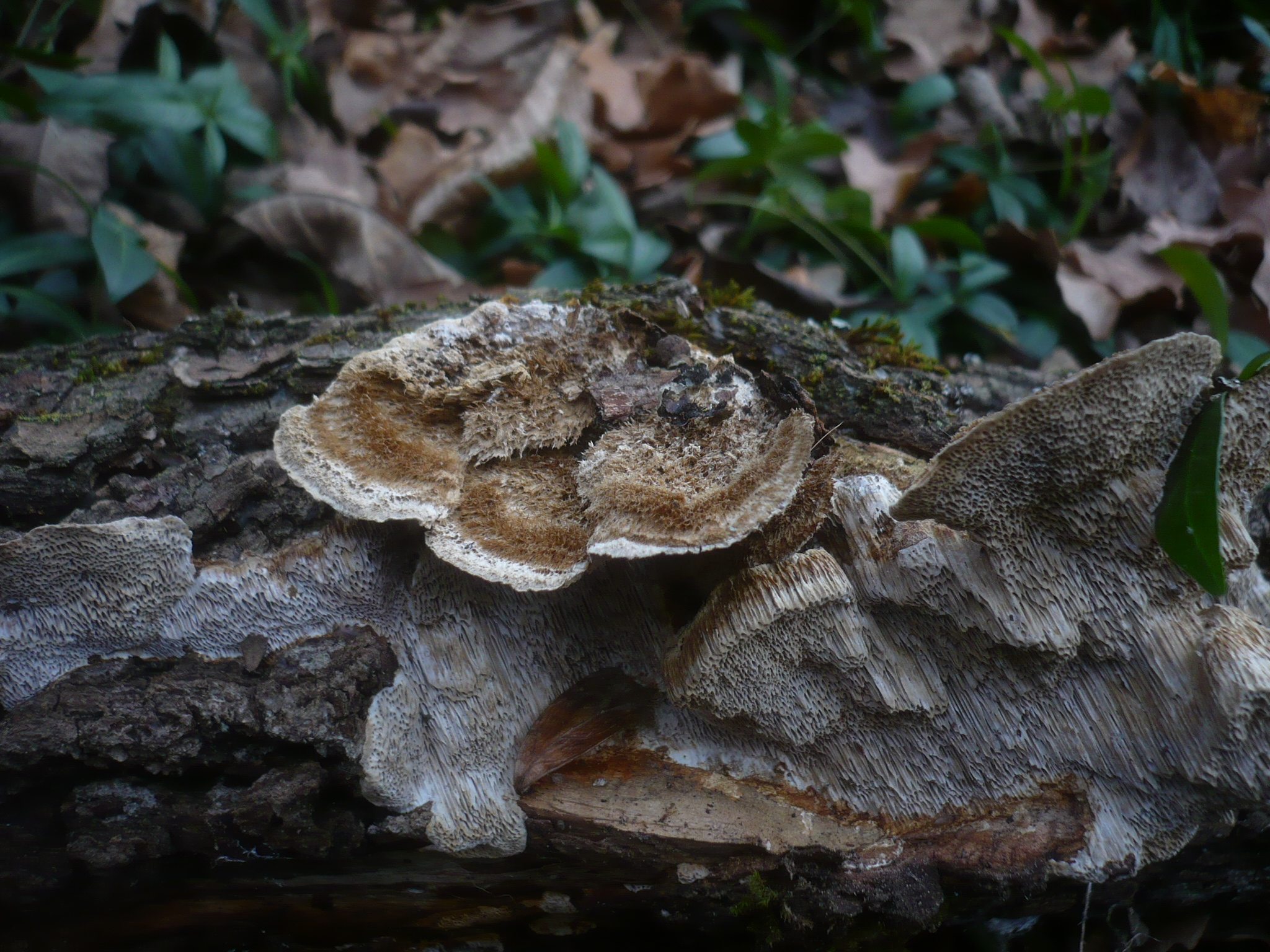
Coriolopsis gallica sin. Trametes extenuata
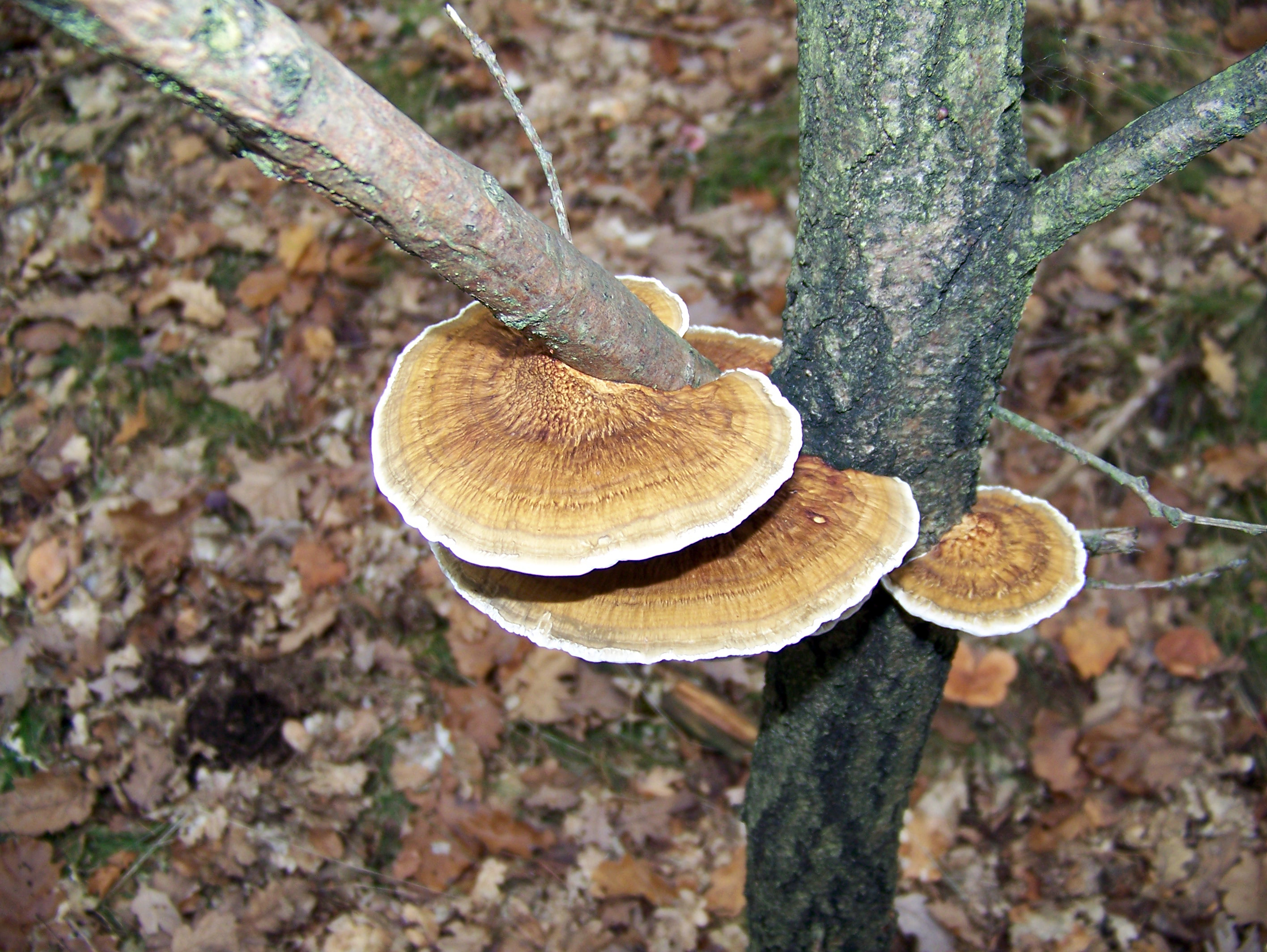
Daedalea quercina sin. Trametes quercina
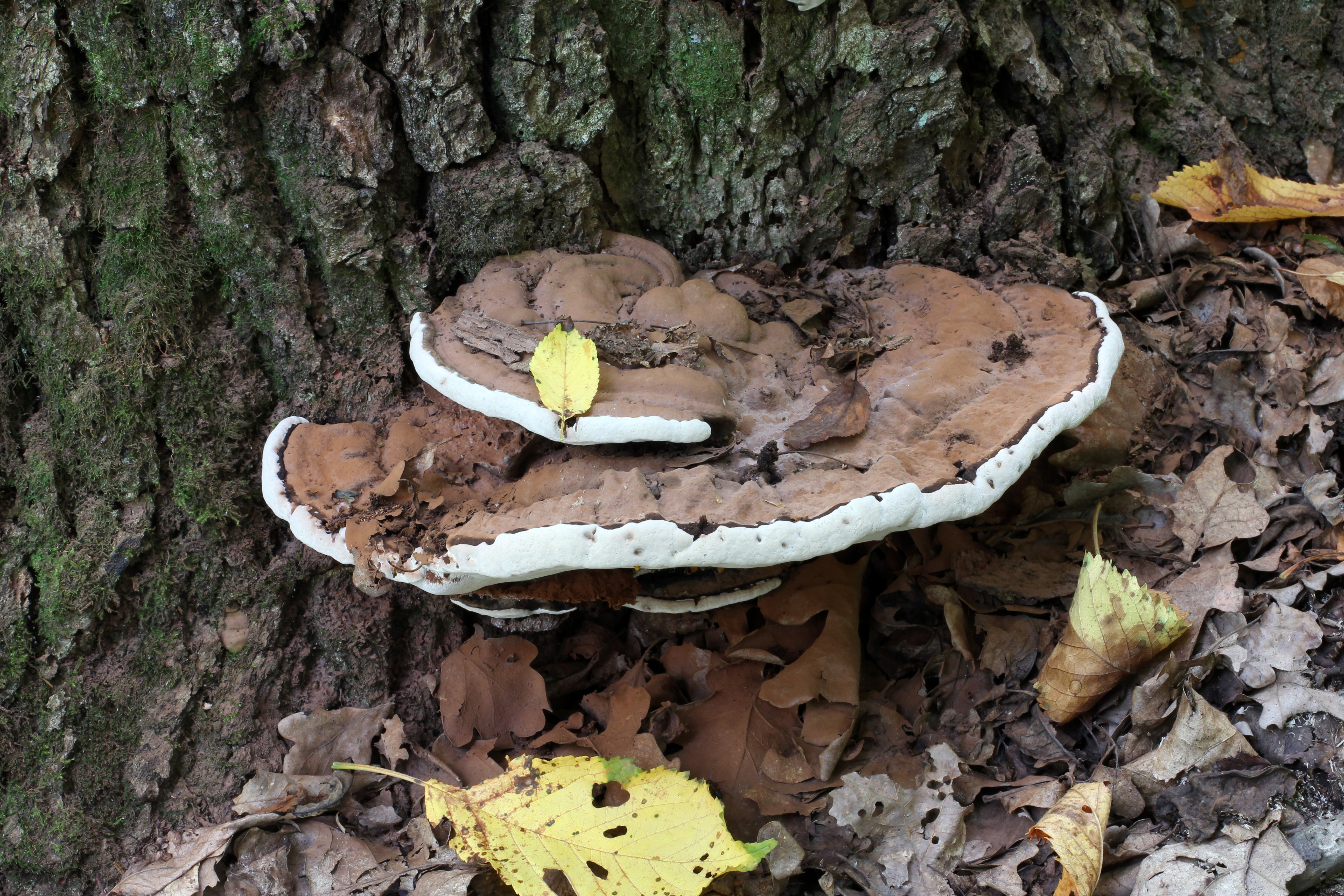
Ganoderma applanatum
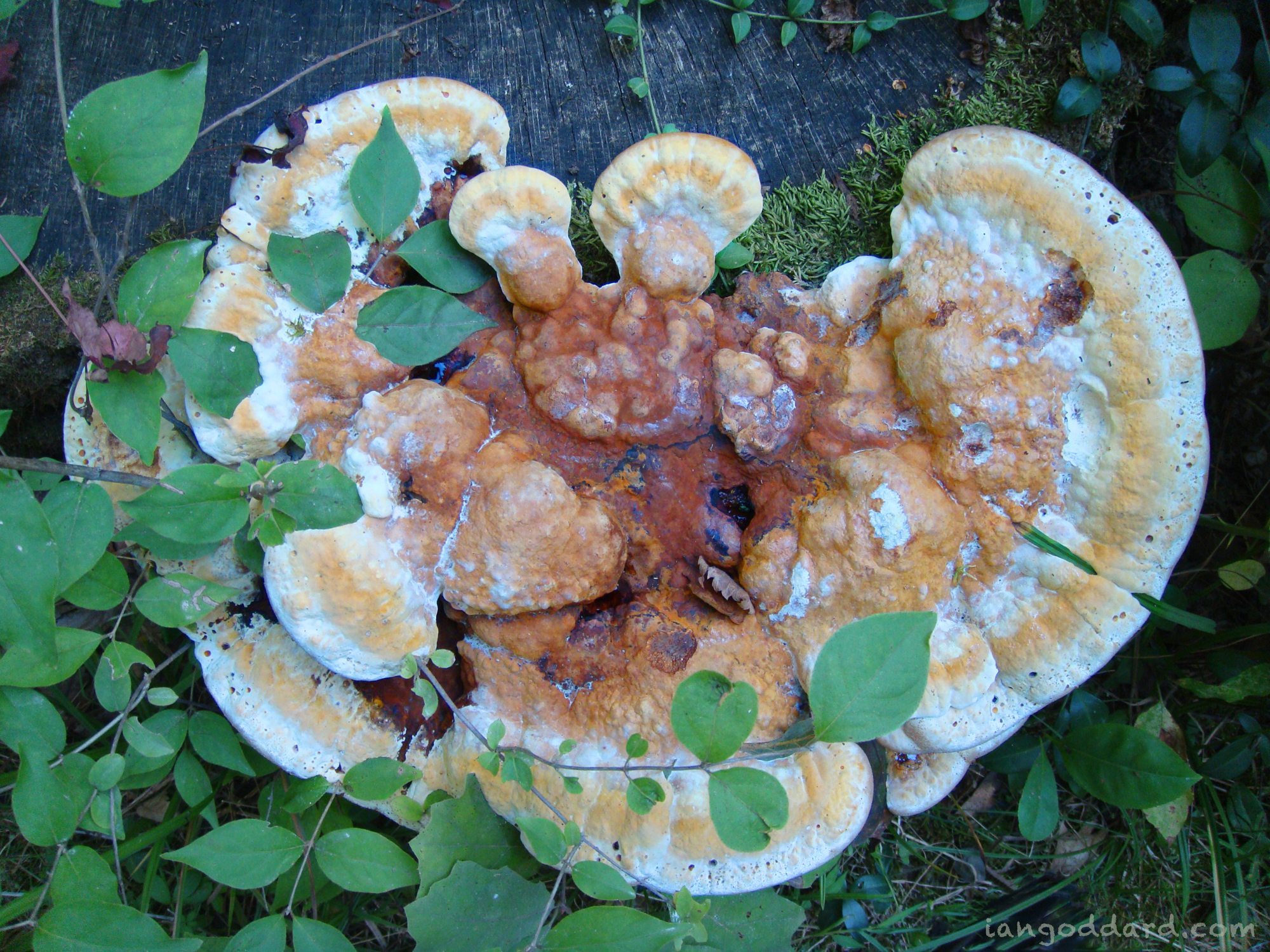
Laetiporus sulphureus
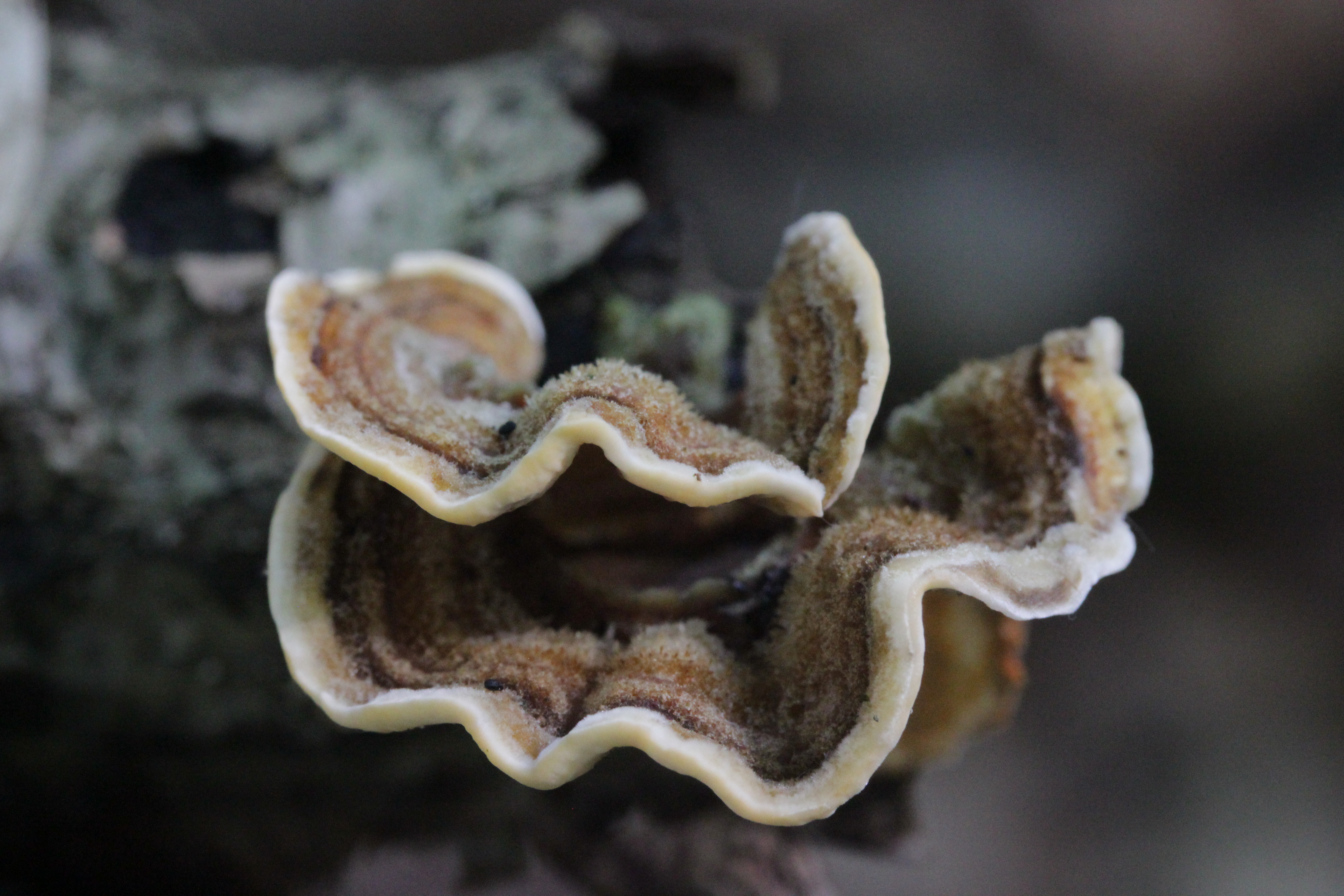
Stereum hirsutum
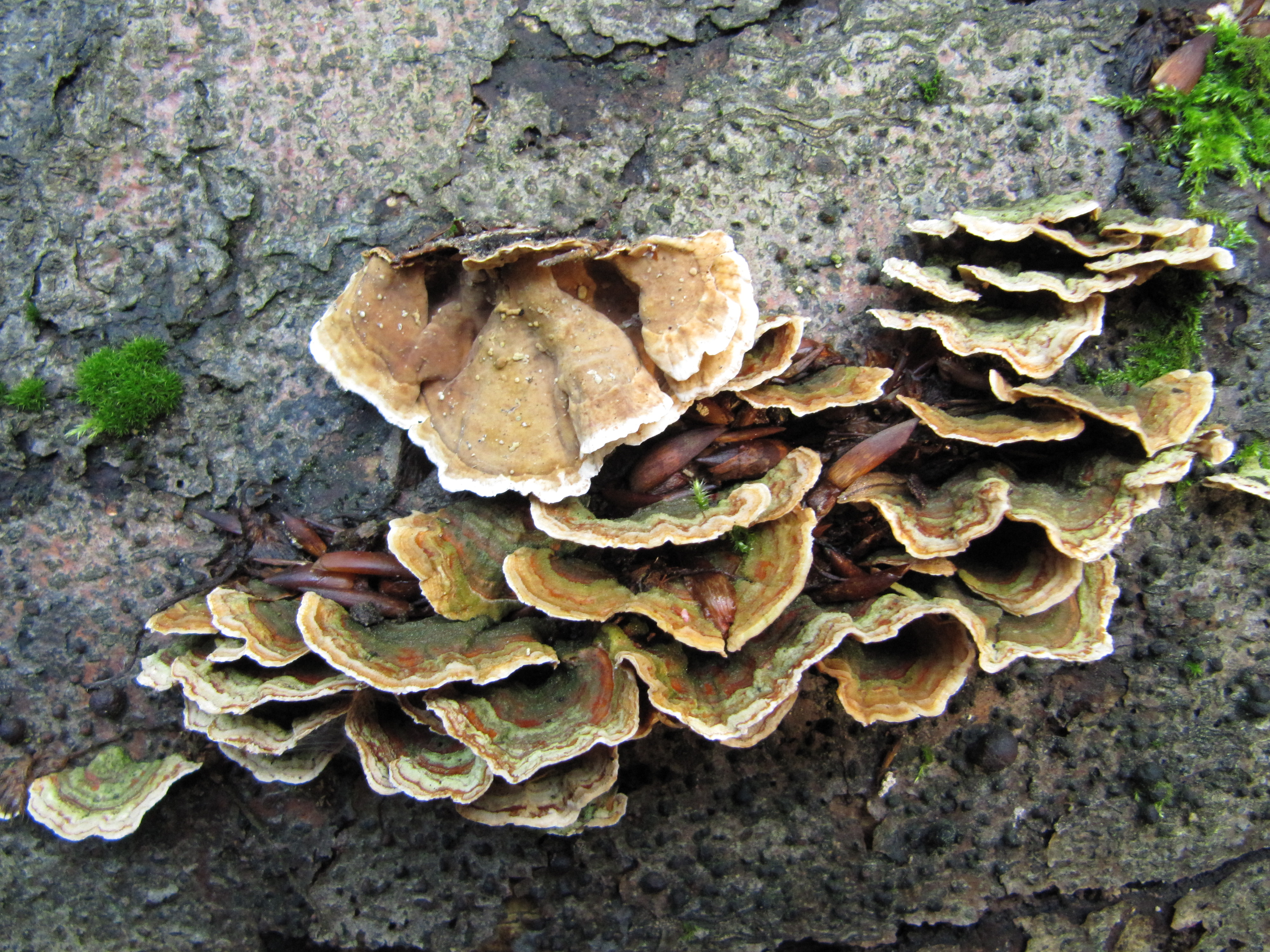
Stereum subtomentosum

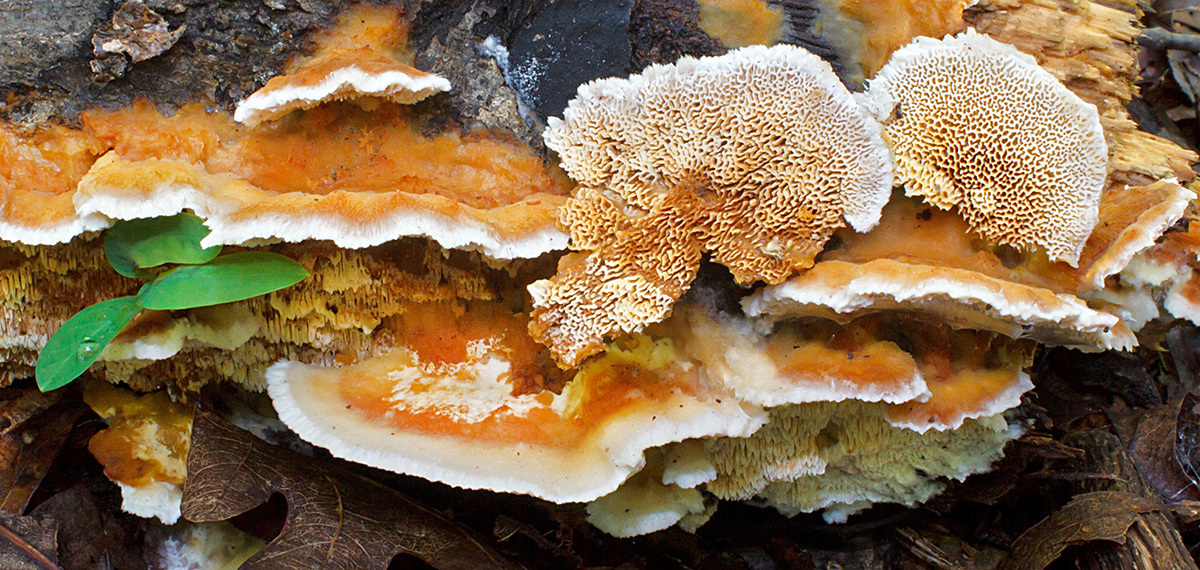
Trametes cervina sin. Trametopsis cervina
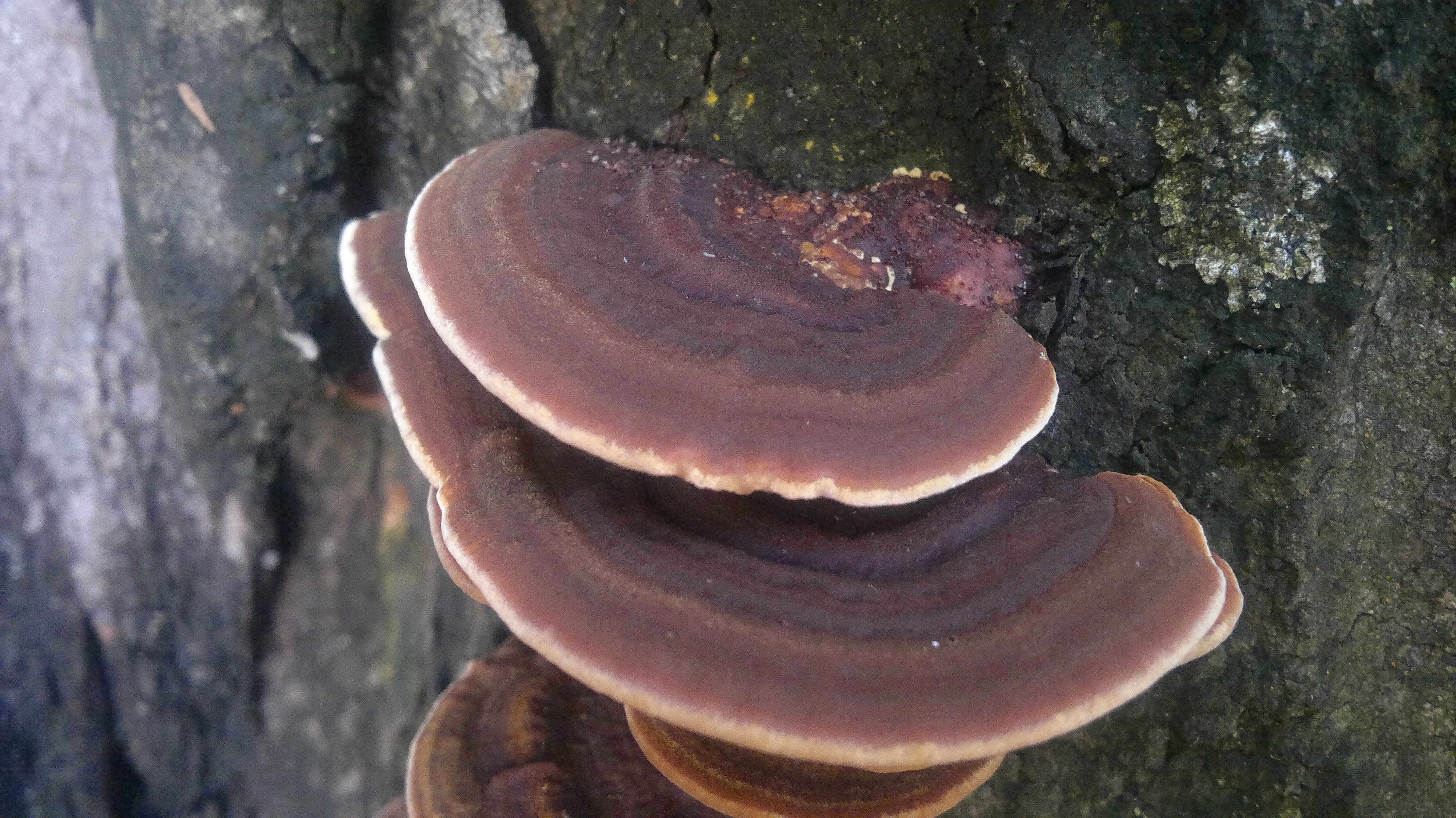
Trametes cingulata
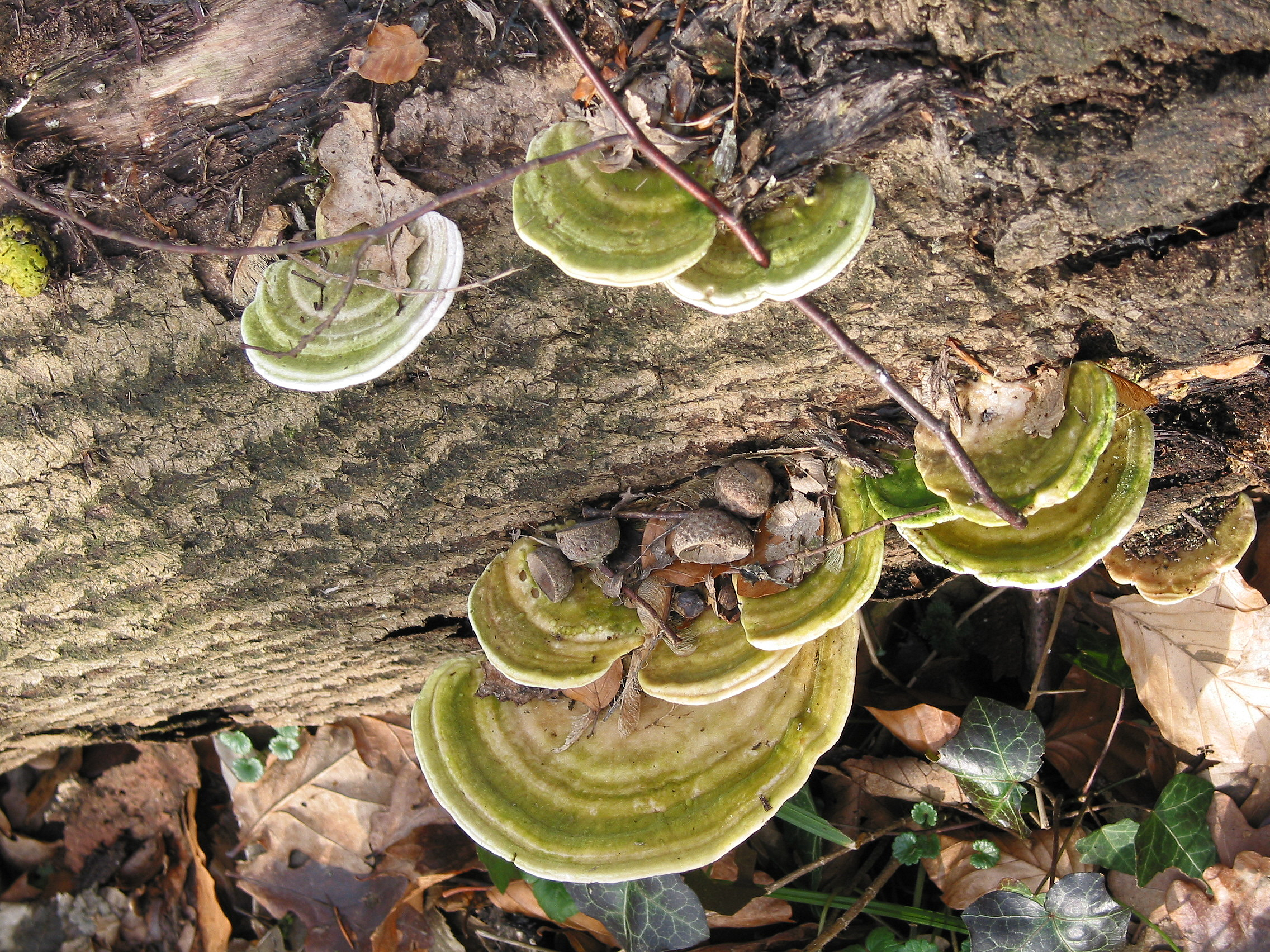
Trametes gibbosa
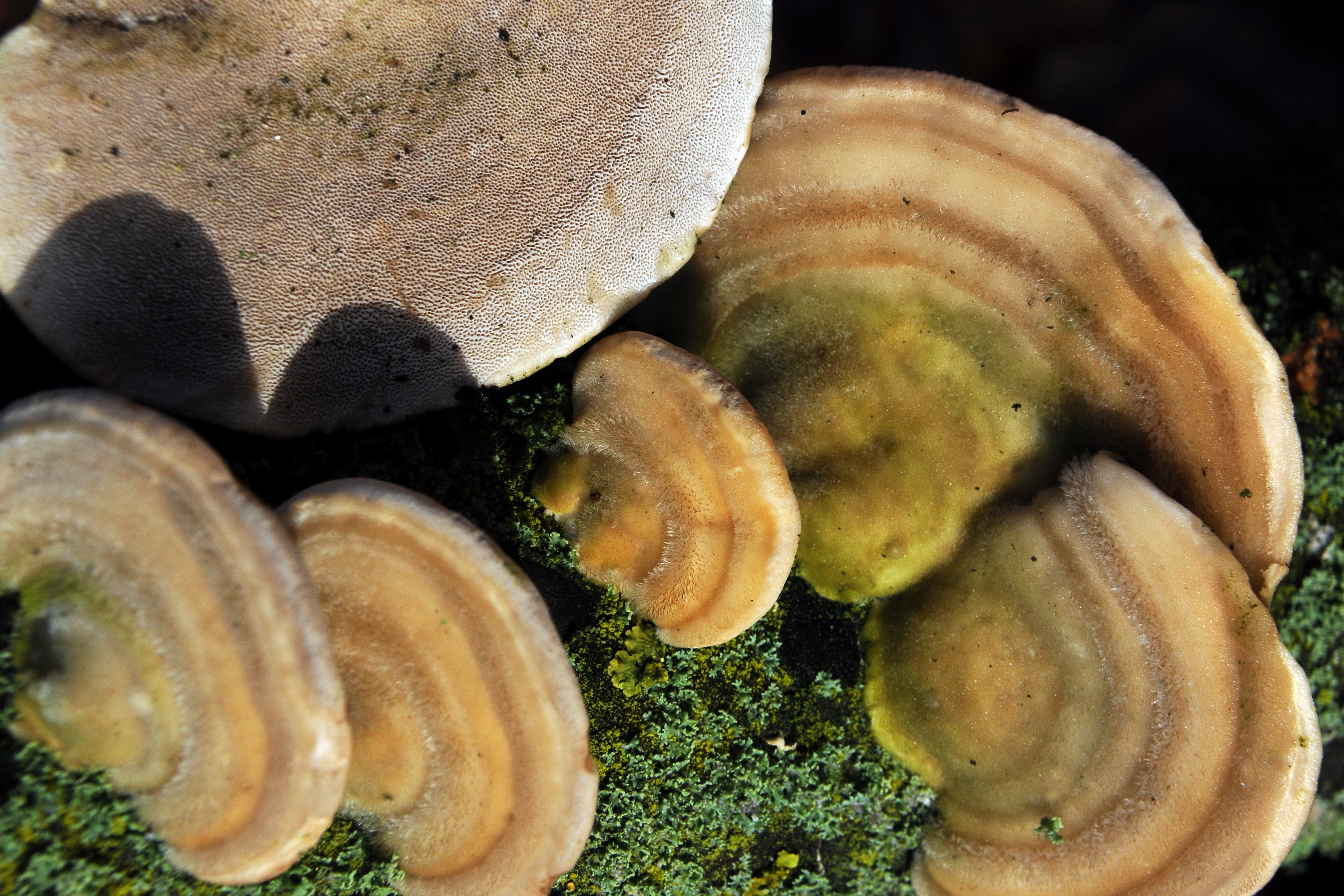
Trametes hirsuta
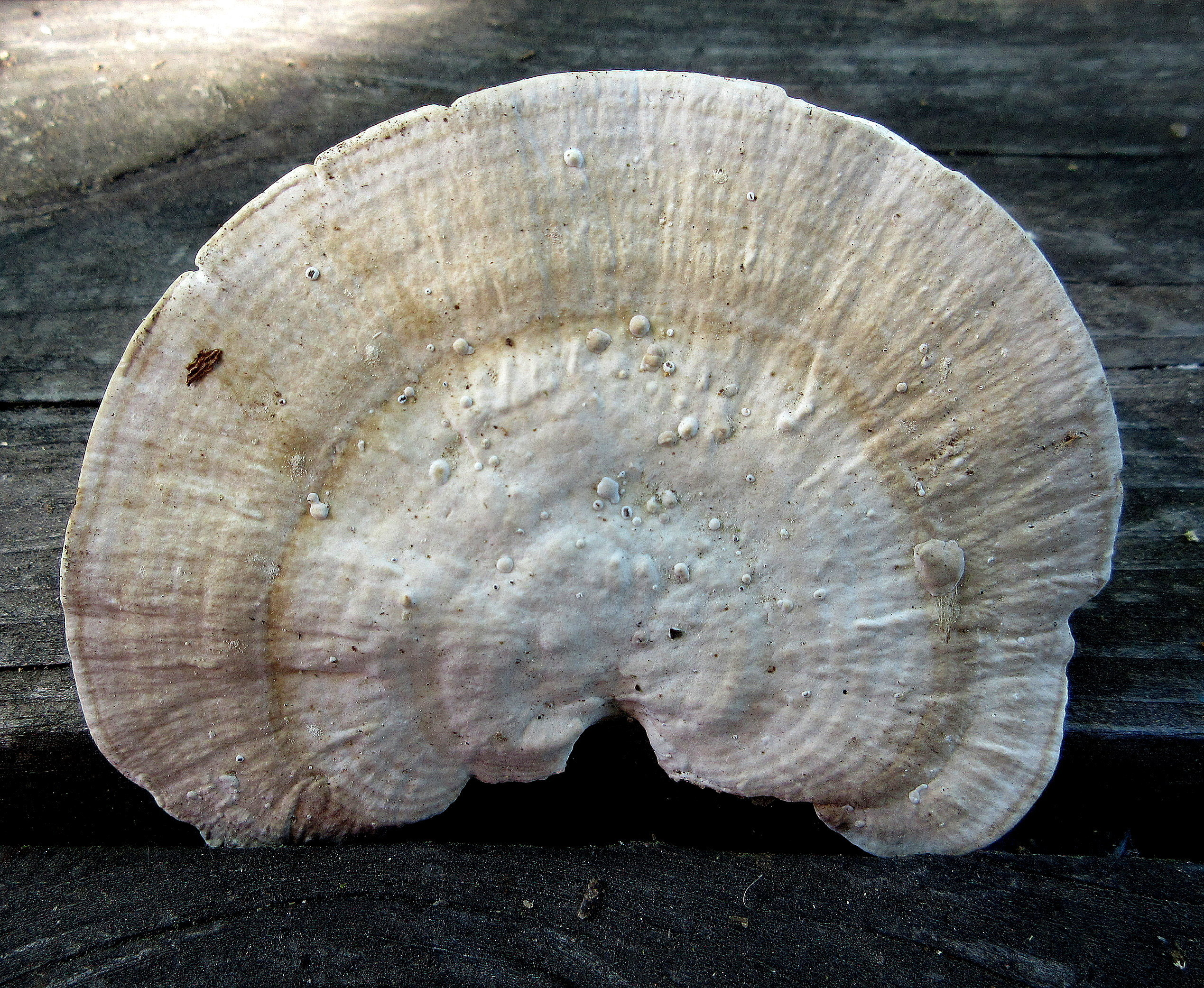
Trametes pubescens
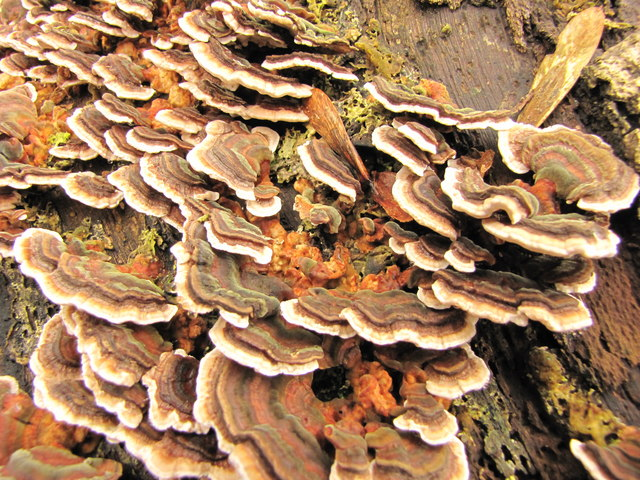
Trametes versicolor
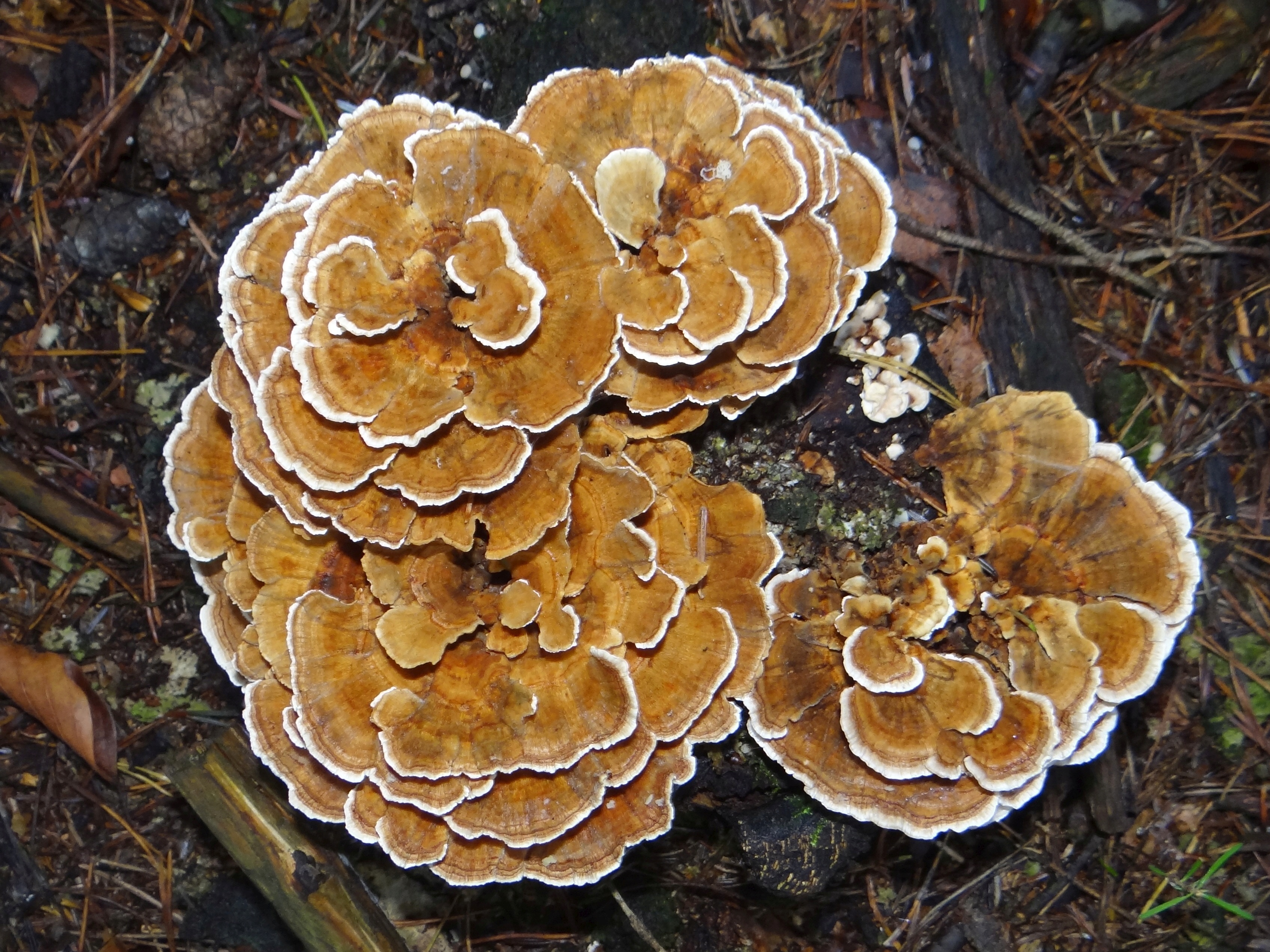
Trametes ochracea sin. Trametes zonata
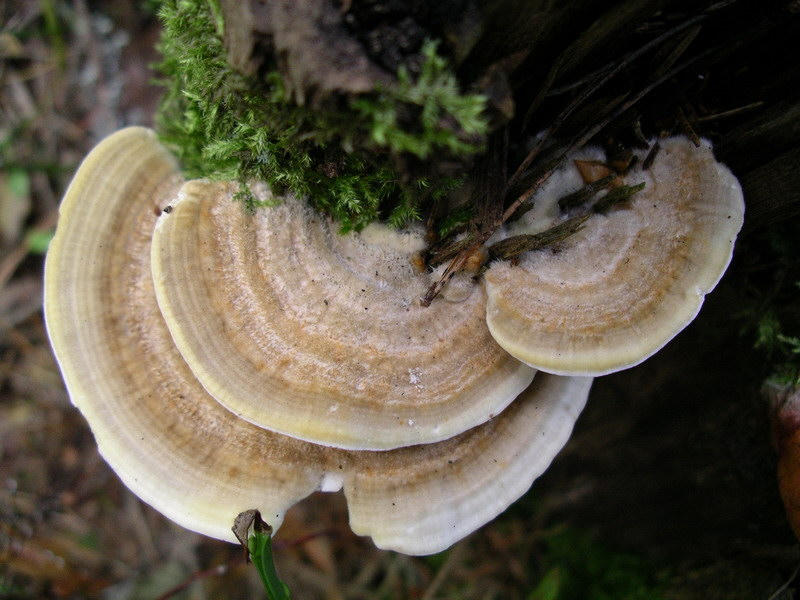
Trametes suaveolens
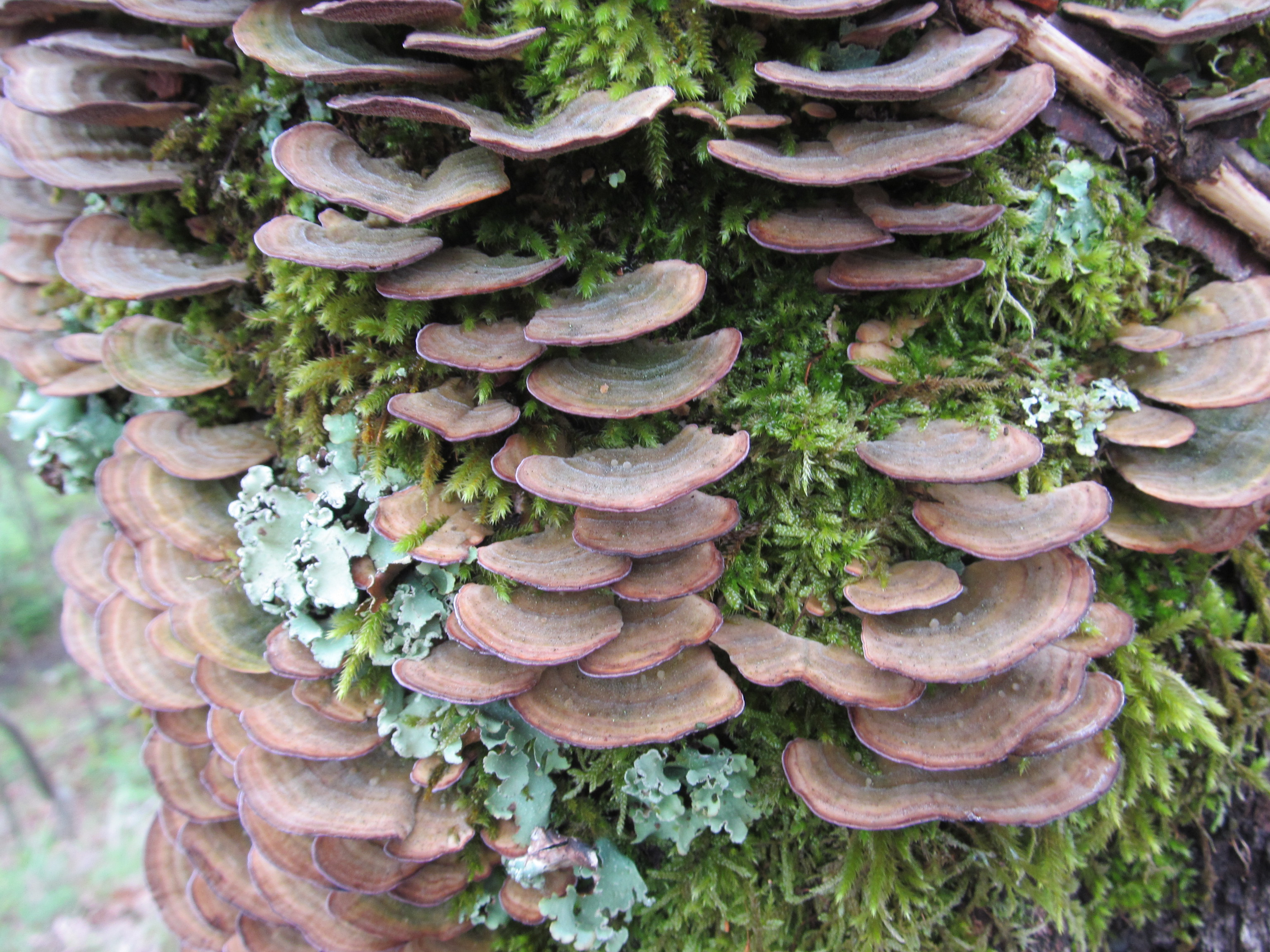
Trichaptum biforme

## Valorificare
Din cauza cărnii tari, pieloase sau ca de plută, ciuperca nu este comestibilă, nefiind nici o iască cu efecte medicinale spre deosebire de Trametes versicolor, dar dispune de compuși bioactivi. Astfel, Tripertenele 3α-carboxyacetoxyquercinic acid, 3α-carboxyacetoxy-24-methylene-23-oxolanost-8-en-26-oic acid, și 5α,8α-epidioxyergosta-6,22-dien-3β-ol au fost izolate din ciupercă.  Mai departe, lectinele din D. confragosa, au fost testate împotriva eritrocitelor de iepure și umane și determinate să aibă o specificitate serologică anti-H.
Analiza compoziției lipidice și a acizilor grași a arătat că D. confragosa conține 20,1% lipide în total (mg / g greutate uscată), 32,9% lipide neutre, 53,8% fosfolipide și 13,3% glicolipide.